# Adouli
Adal Debretsion, känd under artistnamnet Adouli, född 5 augusti 2005 i Fruängen, Stockholm, död 27 september 2023 i Fruängen, Stockholm, var en svensk rappare och låtskrivare av etiopisk härkomst. Han var mest känd för sin debutsingel "Rapstar".

## Biografi
Den 19 juli 2019 släppte den då 13-årige Adouli debutsingeln "Rapstar", producerad av Tsino. Texten speglar en kriminell livsstil, där han beskriver en dröm om att bli en musikstjärna. "Rapstar" debuterade på 76:e plats på Sverigetopplistan och fick hundratusentals visningar på exempelvis Youtube. I september 2023 hade "Rapstar" över sju miljoner strömningar på Spotify.
Den 7 juli 2020 släppte Adouli tillsammans med sitt dåvarande skivbolag Bencu Recordz debut-EP:n Sanningen, som även blev Adoulis sista projekt som släpptes innan han avled. Sanningen innehåller fem spår och gästades av Einár på det andra spåret "Magisk".
År 2020 medverkade Adal i avsnitt fem av SVT-serien Streams.
År 2021 släpptes Adoulis sista singel innan han dog, "Bunda". Låten släpptes med uppbackning från skivbolaget MadeNiggaMusic, dit bland annat namn som Yasin och JB vid tidpunkten tillhörde.

## Död och eftermäle
Den 27 september 2023 klockan 18.43 fick polisen larm att det skett en skjutning vid Mälarhöjdens idrottsplats i Stockholmsförorten Fruängen, mitt bland pågående fotbollsträningar på idrottsplatsen. När polis anlände fann man en allvarligt skadad man som blivit påkörd och skjuten med flera skott i huvudet. Mannen, som senare identifierades som Adouli, dödsförklarades på plats.
I samband med mordet spreds ett antal videoklipp och bilder på sociala medier som visade händelseförloppet.
Efter Adoulis bortgång gick hans mest spelade singlar "Rapstar" och "Mamacita" in på Spotifys Topp 50 Sverige-lista.
Den 27 september 2024, ett år efter Adals bortgång, släpptes den postuma singeln "När vi var små", producerad av Alex Lejonhjärta. Singeln släpptes av familjen för att "hedra hans minne och göra dagen till en dag av hyllning".

## Filmografi

### Roller och medverkan
- 2020 – Streams

## Diskografi
EP
- 2020 – Sanningen

Singlar
- 2019 – Rapstar, Bencu Recordz
- 2019 – Varje dag, Bencu Recordz
- 2019 – Bencu (feat. JT7), Bencu Recordz
- 2019 – Mamacita, Bencu Recordz
- 2020 – SÅRADE, Bencu Recordz
- 2020 – MÄKLARE, Bencu Recordz
- 2020 – MAGISK (feat. Einár), Bencu Recordz
- 2020 – HA MIG (med Josef og Elias), Bencu Recordz
- 2021 – Bunda, MadeNiggaMusic
- 2024 – När vi var små
- 2025 – Soft inställd